# 李玉妹
李玉妹（1956年10月—），女，汉族，山东沂南人，中华人民共和国政治人物。中央党校二年制中青年干部培训班毕业，中央党校研究生学历。中共第十七届、十八届中央候补委员。

## 生平
1974年12月参加工作，早年为山东省临沂县涑河公社大岭村下乡知青、临沂县涑河公社朱许管理区文书。1976年4月加入中国共产党。1976年后历任临沂县财贸办公室副主任，临沂县委党校教研室主任，中共临沂地委委员兼共青团临沂地委书记，中共临沂地委委员兼平邑县委书记，中共临沂市委常委兼平邑县委书记，中共临沂市委副书记兼平邑县委书记等职。1997年12月18日，任中共临沂市委副书记、代理市长，次年2月28日任市长，于2001年1月16日卸任。2001年1月，任中共莱芜市委书记、市委党校校长，次月兼任莱芜市人大常委會主任。2006年1月，任山东省人民政府副省长。2007年6月，任中共山东省委常委，次月兼任省委组织部长。
2010年7月，任中共广东省委常委、组织部部长。2017年1月，當選為廣東省人大常委會主任。
2017年1月，被补选为第十二届全国人大代表。2018年2月24日，当选为第十三届全国人大代表。
2021年12月，不再担任廣東省人大常委会党组书记职务。2022年1月21日，辞任广东省人大常委会主任。2022年2月28日，任全国人民代表大会华侨委员会副主任委员。